# OTD
OTD (расшифровывается как «Open the Dorn») — третий студийный альбом украинского музыканта Ивана Дорна, выпущенный 14 апреля 2017 года на лейблах Condorn Company и Masterskaya.
Работа над альбомом велась в течение трёх месяцев в Калифорнии в США. OTD стал первым англоязычным альбомом Дорна. Альбом позиционировался как «прорыв» музыканта на западную сцену, но не получил коммерческого успеха ни в русскоязычных странах, ни на Западе.
OTD был встречен неоднозначной реакцией публики, хотя получил преимущественно положительные отзывы в прессе. Журналисты особо отметили эксперименты со стилями.

## История
В 2016 году Иван Дорн вместе с «Дорнобандой» — группой сотрудничающих с ним музыкантов — отправился в США на три месяца, чтобы записать новый материал на английском языке. Изначально планировалось жить и работать в Нью-Йорке, но в итоге музыканты выбрали Лос-Анджелес. По словам Дорна, он «хотел писать альбом в Лос-Анджелесе, чтобы подтянуть язык. Ну и сменить обстановку, посмотреть Америку изнутри». Над большинством текстов работали сам Дорн и Саша Чемеров.
Во время записи альбома снимался документальный сериал «OTDocumentary», запечатлевший работу над новым материалом. В нём зрители могли увидеть не только творческий процесс, но и различного рода обсуждения и разговоры, раскрывающие рабочие взаимоотношения участников группы. 8 марта 2017 года сериал начал выходить на YouTube и «Амедиатека».

## Видеоклипы
9 марта 2017 года, до выхода альбома, вышел сингл «Collaba» и видео на него. Сам Дорн назвал песню «одой проституткам». Изначально она должна была оказаться совместной композицией с Mujuice. Видеоклип был снят в Лос-Анджелесе, режиссёром стал Айсултан Сеитов. В интервью Vogue Дорн заявил, что многие слушатели раскритиковали видео из-за образа Дорна, посчитав его слишком вызывающим: в нескольких сценах клипа музыкант носит парик, туфли на каблуках и короткую юбку. Клип был номинирован на музыкальную премию Jager Music Awards, но не получил награды.
24 апреля вышел клип на «OTD», открывающую композицию к альбому, режиссёром снова стал Айсултан Сеитов.
27 июля был опубликован видеоклип на трек «Beverly». Съёмки проходили в одной из школ Берлина, режиссёром выступила Аннегрет фон Файертаг.
24 января 2018 года вышел клип на «Preach», снятый в Нью-Йорке режиссёром Максимом Коротеевым. Видео целиком снято на камеру смартфона.
6 апреля 2018 года вышел клип на «Afrika». Его режиссёром также стал Сеитов, а снимался он в городе Масака в Уганде. В съёмках приняли участие дети, участники танцевальной студии Masaka Kids Africana, на развитие которой Дорн предложил слушателям пожертвовать деньги.
2 июня 2020 года на фестивале Vienna Shorts прошла премьера анимационного клип на «Wasted»; через день он вышел на YouTube. В нём используется технология «захвата движения» — движения музыканта, отснятые на камеру, переносятся в анимацию. Автором идеи и режиссёром стал Денис Щукин.

## Релиз
Жители городов Киева и Москвы могли прослушать альбом за неделю до официального выпуска, выполнив задания квеста, включающего в себя 11 различных локаций в городах. На каждой локации можно было прослушать одну композицию; также участникам выдавались браслеты, выложив фотографию которых в социальные сети, они могли принять участие в розыгрыше кроссовок или наушников. До премьеры OTD возглавил топ предзаказов российского iTunes. 14 апреля альбом вышел на стриминговых сервисах.
11 апреля 2017 года вышел выпуск YouTube-шоу «вДудь» с Дорном, в котором в том числе обсуждался альбом.14 апреля Иван Дорн принял участие в телепередаче «12 злобных зрителей» на канале MTV Россия, который был посвящён альбому и клипам на вошедшие в него песни.
22 июля 2017 года в спортивном комплексе «Лужники» в рамках фестиваля «Ласточка-2017» состоялась презентация альбома: сначала были исполнены все песни с OTD, а затем две песни из раннего творчества — «Мишка виновен» и «Актриса».
Альбом позиционировался как «прорыв» Дорна к западной аудитории. Многие издания писали о том, что незадолго до релиза Дорн заявил, что хотел бы получить американскую премию «Грэмми». Многие журналисты усомнились в том, что альбом сможет приобрести заметную популярность как на Западе, так и у русскоязычной публики, посчитав, что OTD не сможет конкурировать с западными музыкантами, работающими в экспериментальных жанрах. Дорн заявил, что популярности альбома на Западе помешали несколько ошибок стратегии продвижения. Несмотря на это, он заявил, что его надежды от выхода альбома «вполне оправдались. <...> [Англоязычные издания] Your EDM, Highsnobiety, Keltblut обратили на нас внимание». В интервью 2018 года Дорн сказал: «когда мы выпустили альбом „OTD“, я точно понимал, что мне этот альбом нравится, что будет аудитория, которая его поймет. Если не сразу, то попозже. Я четко отдавал себе отчет в том, что будет невосприятие. И оно есть».

## Музыкальный стиль
В прессе OTD охарактеризовали как электронику, экспериментальную электронику или электропоп с влияниями хип-хопа, джаза и фанка, а также соула и неосоула, IDM, даба, хауса и диско, танцевальной музыки и афробита. Журналисты отметили стилистическое отличие от предыдущих альбомов Дорна: на OTD больше экспериментальных музыкальных элементов и меньше текстов, чем на предыдущих релизах.

## Реакция
Альбом получил в целом положительные отзывы музыкальной прессы, при этом у многих критиков вызвал неоднозначную реакцию; его называли самым противоречивым в карьере Дорна. Многие критики похвалили OTD за эксперименты с жанрами, другие же, напротив, посчитали альбом слишком экспериментальным. Некоторые посчитали особенностью альбома отсутствие коммерческих хитов.
Андрей Никитин из «Афиши Daily» посчитал, что «это свежий и смелый материал», но «сменив язык на английский, Дорн утратил очарование своих русскоязычных текстов, намеренно неправильное построение которых вносило очень весомый вклад в их успех». Ярослав Забалуев из «Газета.Ru» назвал OTD «кажется, самым сырым, резким и почти что гаражным альбомом Дорна». «Афиша Daily» включила альбом в число лучших релизов весны 2017 года и поставила оценку в 7,5 из 10. Редакция «Meduza» назвала OTD одним из главных альбомов весны 2017 года и посчитала его «переосмыслением творчества» Дорна. Денис Бояринов из «Colta» посчитал, что «Иван Дорн и его команда записали клубный альбом, на котором с блеском продемонстрировали свою сильную сторону — ритмику. Лучшее на „Open The Dorn“ — это непредсказуемый бит, который меняет свою форму от трека к треку...», при этом отметив, что песням «не хватает полновесных мелодий и классического сонграйтинга». Сергей Мезенов посчитал, что «с ритмом музыкант управляется мастерски: „OTD“ — это четырнадцать случаев футуристической дискотеки с прямым подключением к сети».
Об альбоме написали и некоторые англоязычные издания. Франческа Бейкер из God Is In The TV посчитала, что «Иван Дорн хорош в том, что делает — [в том, чтобы] взять случайные ноты и биты и превратить их в доступные песни, которые застревают в голове», и поставила OTD оценку в 6 из 10.

## Список композиций
| №                   | Название              | Автор(ы)                                      | Длительность |
| ------------------- | --------------------- | --------------------------------------------- | ------------ |
| 1.                  | «OTD»                 | Иван Дорн, Дмитрий Губницкий                  | 2:48         |
| 2.                  | «Groovy S**t»         | Иван Дорн, Андрей Ковалев                     | 4:59         |
| 3.                  | «Collaba»             | Иван Дорн                                     | 5:57         |
| 4.                  | «Goodbye»             | Иван Дорн, Александр Чемеров                  | 3:18         |
| 5.                  | «Wasted»              | Иван Дорн, Александр Чемеров                  | 3:50         |
| 6.                  | «Afrika»              | Иван Дорн, Орен Раффаэл                       | 5:18         |
| 7.                  | «Such a Bad Surprise» | Иван Дорн, Александр Чемеров                  | 4:01         |
| 8.                  | «Beverly»             | Иван Дорн, Александр Чемеров                  | 4:58         |
| 9.                  | «Preach»              | Иван Дорн, Александр Чемеров                  | 4:59         |
| 10.                 | «Hardbeat»            | Иван Дорн, Basilios Ioannis Papantoniadis     | 4:27         |
| 11.                 | «YWFM»                | Иван Дорн, Александр Чемеров, Алексей Доронин | 5:18         |
| 12.                 | «Trapped»             |                                               | 5:15         |
| Общая длительность: | Общая длительность:   | Общая длительность:                           | 55:08        |